# Salvador Pinzetta
Frei Salvador Pinzetta, O.F.M.Cap. (Casca, 27 de julho de 1911 — Flores da Cunha, 31 de maio de 1972) foi um frei capuchinho que viveu no Rio Grande do Sul em fama de santidade.

## Biografia
No seu batismo recebeu o nome de Hermínio Pinzetta, filho de Fiorentino Pinzetta e Isabela Romani. Foi o segundo de treze irmãos. Sua irmã mais velha, tornou-se religiosa (Irmã Flora) da Congregação das Irmãs Scalabrianas.
Iniciou sua vida com os capuchinhos no dia 2 de fevereiro de 1944 em Marau. Ingressou no Seminário Sagrado Coração de Jesus, em Flores da Cunha, no dia 22 de março de 1944 e recebeu o nome religioso de Frei Salvador de Casca. Sua Profissão Solene aconteceu no dia 6 de janeiro de 1949, em Flores da Cunha. Desempenhou suas funções, em Flores da Cunha, de 1944 a 1946; em Garibaldi, de 1946 a 1948 e, novamente em Flores da Cunha, de 1948 a 1972. Sempre em trabalhos domésticos e serviços gerais: como cozinheiro, no jardim, na horta, na coleta de uvas, na fábrica de vinhos e na apicultura. 
Participou, do Primeiro Capítulo Provincial Extraordinário, que realizou-se no ano de 1945, como Perito, no Convento em Flores da Cunha. Viveu como pensava: Ser santo não é fazer milagres; é amar a Jesus de todo coração e entregar-se a Ele sem reservas; é crer firmemente em seu amor e fazer, só, unicamente e em tudo, a vontade de Deus. 
Suas virtudes, são lembradas e citadas, por superiores e estudantes. Destacam a sua caridade, humildade, pobreza (um viver desapropriado), obediência (a virtude da escuta), castidade (transparência de vida). 
Celebrou no dia 6 de janeiro de 1971 seu Jubileu de Prata de vida Religiosa. Faleceu no dia 31 de maio de 1972, às 18 horas, no Hospital Nossa Senhora de Fátima em Flores da Cunha, vítima de um Acidente Vascular Cerebral. Contava com 61 anos e, pouco mais de 28 de vida religiosa. Morreu em fama de santidade.

## Processo de beatificação
Aos 10 de janeiro de 1980, tendo em vista a fama de santidade do Frei Salvador Pinzetta, o Bispo diocesano de Caxias do Sul, Dom Benedito Zorzi autorizou e ordenou o encaminhamento da Causa de Beatificação e Canonização do Frei. No Capítulo Provincial, de 26 a 30 de agosto de 2002, a Província dos Capuchinhos propôs assumir e dinamizar o Processo.
Em 13 de abril de 2011 foi feita a Abertura oficial do Processo, por Dom Nei Paulo Moretto, com a presença de frades, parentes e amigos. Dom Paulo, por Decreto, escolheu e empossou o Tribunal Eclesiástico Diocesano, encarregado de ouvir testemunhas sobre a vida, virtudes e fama de santidade do Servo de Deus. O Tribunal colheu Provas Testemunhais entrevistando 51 pessoas, parentes, frades e cristãos leigos que o conheceram.
Dom Paulo, por Decreto, nomeou também uma Comissão Histórica. A Comissão colheu Provas Documentais referentes ao Frei Salvador, baseadas nos documentos, escritos e imprensa. A documentação, cerca de 1.500 folhas, foi examinada, autenticada, assinada, carimbada e lacrada.
Concluído o Processo foi realizada a Sessão de Clausura (encerramento) do Inquérito Diocesano referente à vida, virtudes e fama da santidade do Servo de Deus Frei Salvador Pinzetta. Cerca de 250 pessoas: Dom Nei Paulo Moretto, Dom Alessandro Ruffinoni, autoridades, frades, familiares e povo, participaram do ato público, no dia 1 de outubro de 2012, em Flores da Cunha.
O Bispo da Diocese de Caxias do Sul, Dom Alessandro Ruffinoni, por decreto, nomeou um portador, Dom Ângelo Domingos Salvador. Ele, acompanhado do Padre Álvaro Pinzetta, Padre Avelino Pinzetta, 15 familiares e mais 11 da família Pinzetta da Itália, entregará toda a documentação à Congregação para as Causas dos Santos, em Roma, no dia 29 de outubro de 2012.
O Papa Francisco o declarou Venerável no dia 13 de maio de 2019.
Romaria Vocacional ao Eremitério Frei Salvador
Um grupo de Casais Animadores Vocacionais, em 1987, sob a coordenação de Frei Raul Suzim e Lori Vergani, escolheu Frei Salvador Pinzetta como Promotor Vocacional da Paróquia de Flores da Cunha. Na festa de Corpus Cristi de 04 de junho de 1989, iniciou a Romaria Vocacional ao Eremitério, onde Frei Salvador costumava rezar diante da imagem de Nossa Senhora.
Na 8ª Romaria Vocacional, em 06 de junho de 1996, cerca de seis mil pessoas participaram e louvaram Frei Salvador: “Nós louvamos todos os teus momentos e todos os dias que aqui conviveste. Às vezes, te víamos andando calmo e sereno, pelas nossas ruas, levando em tuas mãos o maior de todos os Mistérios. Os doentes te aguardavam. E tu os compreendias e os animavas. Te víamos entre os canteiros semeando a vida, sem medir teus empenhos. Te víamos ofertando uma flor, iluminada pela luz de tua bondade. Te víamos distante, em meditação profunda. Hoje, te vemos nos ofertando graças, pelos dons de Deus, e nós te agradecemos dizendo: Grande és, grande serás, porque este povo que te viu pequeno, que te conheceu humilde guardará para sempre o teu olhar contemplativo e o teu semblante de fé. Abençoe-nos, Frei Salvador”.
Todos os anos, na Solenidade de Corpus Christi, os Freis Capuchinhos do RS juntamente com a Paróquia Nossa Senhora de Lourdes se realizavam uma Romaria Vocacional, que normalmente percorre o trajeto do centro de Flores da Cunha até o Eremitério, onde é celebrada uma festiva missa campal com milhares de pessoas (em sua maioria Devotos/as de Frei Salvador, Religiosos/as Consagrados/as e Vocacionados/as).
A intenção desta Romaria é a divulgação do Processo de Beatificação do Frei Salvador Pinzetta e a motivação é pelo surgimento e animação de novas vocações, principalmente à Vida Religiosa Consagrada. [2]
Mas, no ano em que se recorda os 50 anos de falecimento do Venerável Frei Salvador Pinzetta, a tradicional Romaria ao Eremitério em Flores da Cunha passou por uma significativa mudança. A partir do ano de 2022, a peregrinação dos fiéis não ocorre mais na quinta-feira de Corpus Christi, mas sim no domingo seguinte[3].